# Calcinus urabaensis
Calcinus urabaensis is een tienpotigensoort uit de familie van de Diogenidae. De wetenschappelijke naam van de soort is voor het eerst geldig gepubliceerd in 1994 door Campos & Lemaitre.